# Washington Luiz de Oliveira
Joaquim Washington Luiz de Oliveira (Várzea Alegre, 24 de dezembro de 1949) é um comerciante, funcionário público e político. Foi conselheiro do Tribunal de Contas do Estado do Maranhão e vice-governador do estado de 2011 até sua renúncia, em 2013.
Bacharel em História pela Universidade Federal do Maranhão, exerceu o cargo de deputado federal, entre 22 de maio de 2003 e 12 de maio de 2009. Pertenceu ao PCdoB, de 1967 até 1988, e ao PT entre 1988 até 2013, retornando em 2024.

## Carreira política
Começou a carreira política como membro do PCdoB em 1967 ainda na ilegalidade. A seguir em 1988 ingressou no PT. 
Teve atuação na luta pelos direitos dos trabalhadores, compondo a diretoria de sindicatos, como o Sindicato dos Servidores Públicos Federais no Estado do Maranhão (Sindsep-MA). Também foi servidor público federal no antigo CEFET, atual IFMA.
Candidatou-se a deputado federal em 1994, 2002 e 2006, sempre na suplência. Na legislatura 2003-2007, assumiu o cargo de deputado federal em decorrência da licença de Terezinha Fernandes. E na legislatura 2007-2011, assumiu o cargo de deputado federal em decorrência da licença do titular Waldir Maranhão para assumir a secretaria da Ciência e Tecnologia do Maranhão.
Elegeu-se vice-governador do Maranhão na chapa encabeçada por Roseana Sarney. Seu mandato de vice-governador do estado era até 1 de janeiro de 2015, mas precisou renunciar ao cargo em novembro de 2013 para tomar posse como conselheiro do Tribunal de Contas do Estado do Maranhão.
Concorreu a prefeitura de São Luís em 2012, ficando em quarto lugar. 

## Conselheiro do TCE
Em 29 de novembro de 2013, renunciou ao cargo de vice-governador, para ser empossado conselheiro do Tribunal de Contas do Maranhão. Permaneceu no cargo até fevereiro de 2024, quando solicitou a aposentadoria.
Em março de 2024, tomou posse como secretário estadual de Representação Institucional no Distrito Federal.